# Figularia ampla
Figularia ampla är en mossdjursart som beskrevs av Canu och Bassler 1928. Figularia ampla ingår i släktet Figularia och familjen Cribrilinidae.
Artens utbredningsområde är Mexikanska golfen. Inga underarter finns listade i Catalogue of Life.